# Claës Hultberg
Claës Daniel Ferdinand Hultberg, född 26 december 1864 i Stockholm, död 15 mars 1938 i Stockholm, var en svensk målare, fabrikör och gallerist.
Han var son till hovmästaren Daniel Hultberg och Augusta Lindqvist samt från 1893 gift första gången med Charlotta Pettersson och från 1923 med Hedvig Augusta Olivia Andersson samt far till Clas Erik Hultberg. Han studerade under 1880-talet landskapsmåleri för Alf Wallander och debuterade i utställningar under 1890 med vinterlandskapsmotiv utförda i olja, pastell eller akvarell. 1889 etablerade han en fabrik där man tillverkade ramar för tavlor och speglar, möbler och konsthantverksartiklar. Han arbetade även med förgyllning och med pastellatörverksamhet. Vid sidan av sitt arbete bedrev han konsthandel samt ett galleri.